# Agriotypus changbaishanus
Agriotypus changbaishanus là một loài tò vò trong họ Ichneumonidae.